# Nelson Pereira dos Santos
Nelson Pereira dos Santos (São Paulo, 22 ottobre 1928 – Rio de Janeiro, 21 aprile 2018) è stato un regista, sceneggiatore e produttore cinematografico brasiliano.

## Biografia
Tra i fondatori del Cinema Novo, movimento di rinnovamento della cinematografia brasiliana che, influenzato dal neorealismo italiano, dalla Nouvelle Vague francese e dal cinema d'avanguardia sovietico, elaborò un modo del tutto nuovo di guardare e ritrarre la realtà del Paese, maturò la vocazione artistica dopo aver conseguito la laurea in Diritto a San Paolo. Il primo film da lui diretto, Rio 40 graus, fu, nel 1955, l'antesignano della corrente; nel 1963 Vidas sêcas, sull'odissea di una famiglia contadina del Nordeste, ne fu uno dei vertici artistici.
Il mutamento di regime in Brasile lo costrinse a rifugiarsi nella metafora; ma in film come Fome de amor (1968), Um asilo muito louco (1970), O amuletu de Ogun (1974), Tenda dos milagros (1977), le allusioni politiche, per quanto cifrate, appaiono evidenziate da un linguaggio molto immaginativo e da un umorismo nero lucido e pertinente.
Tra gli altri film si ricordano Memorias do carcere (1984), Jubiabá (1986), tratto da un romanzo di Jorge Amado, e Guerra e Liberdade (1998).
Era padre dell'attore Ney Santanna.

## Filmografia

### Regista
- Juventude (1949) - cortometraggio
- Rio, 40 gradi (1955)
- Rio, Zona Norte (1957)
- Mandacaru Vermelho (1962)
- Vidas Secas (1963)
- Boca de Ouro (1963)
- El justicero (1967)
- Fome de Amor (1968)
- Azyllo Muito Louco (1970)

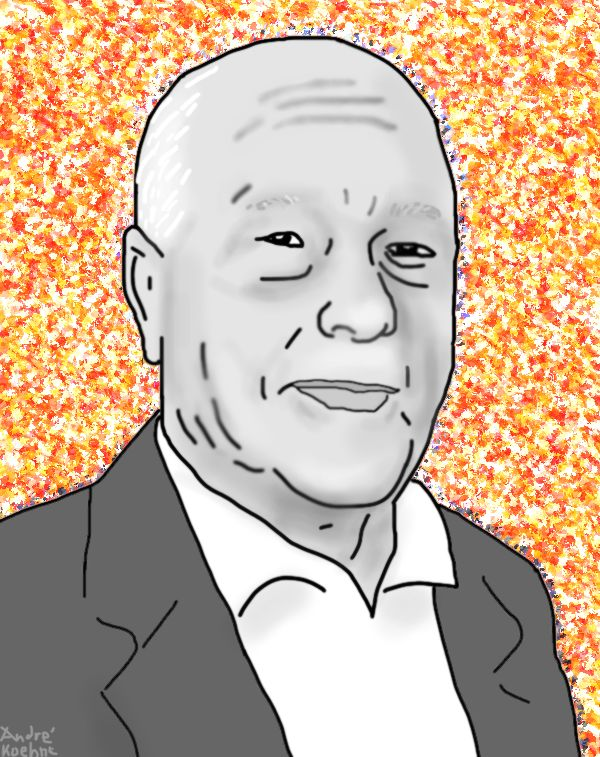
Nelson Pereira dos Santos ritratto da André Koehne

- Como Era Gostoso o Meu Francês (1971)
- Quem é Beta? (1972)
- O Amuleto de Ogum (1974)
- Tenda dos Milagres (1977)
- Na Estrada da Vida (1980)
- Insônia (1980) - episodio "O Ladrão"
- A Missa do Galo (1982) - cortometraggio
- Memórias do Cárcere (1984)
- Jubiabá (1986)
- A Terceira Margem do Rio (1994)
- Cinema de Lágrimas (1995) - film TV
- Guerra e Liberdade - Castro Alves em São Paulo (1998)
- Casa-Grande e Senzala (2000) - miniserie TV
- Raízes do Brasil: Uma Cinebiografia de Sérgio Buarque de Hollanda (2003) - documentario
- Meu Compadre, Zé Ketti (2003) - cortometraggio
- Brasília 18% (2006)
- A Música Segundo Tom Jobim (2012) - documentario
- A Luz do Tom (2013) - documentario

### Sceneggiatore
- Rio, 40 gradi (1955)
- Rio Zona Norte (1957)
- Mandacaru Vermelho (1962)
- Vidas Secas (1963)
- Boca de Ouro (1963)
- El justicero (1967)
- Fome de Amor (1968)
- Azyllo Muito Louco (1970)

Nelson Pereira dos Santos nel 1971

- Como Era Gostoso o Meu Francês (1971)
- Quem é Beta? (1972)
- O Amuleto de Ogum (1974)
- Tenda dos Milagres (1977)
- Insônia (1980) - episodio "O Ladrão"
- A Missa do Galo (1982) - cortometraggio
- Memórias do Cárcere (1984)
- Jubiabá (1986)
- A Terceira Margem do Rio (1994)
- Cinema de Lágrimas (1995) - film TV
- Raízes do Brasil: Uma Cinebiografia de Sérgio Buarque de Hollanda (2003) - documentario
- Brasília 18% (2006)
- A Música Segundo Tom Jobim (2012) - documentario
- A Luz do Tom (2013) - documentario

### Produttore
- Rio, 40 gradi (1955)
- Rio Zona Norte (1957)
- O Grande Momento (1958)
- Mandacaru Vermelho (1962)
- El justicero (1967)
- A Opinião Pública (1967) - documentario
- Azyllo Muito Louco (1970)
- Como Era Gostoso o Meu Francês (1971)
- A Hora e Vez de Augusto Matraga (1971)
- O Amuleto de Ogum (1974)
- As Aventuras Amorosas de Um Padeiro (1975)
- Tenda dos Milagres (1977)
- L'inquieta (1978)
- A Missa do Galo (1982) - cortometraggio
- Memórias do Cárcere (1984)
- Raízes do Brasil: Uma Cinebiografia de Sérgio Buarque de Hollanda (2003) - documentario